# 杨令德
杨令德（1905年—1985年10月21日），原名杨正堂，男，汉族，内蒙古托克托人，中华人民共和国政治人物，曾任内蒙古自治区政协副主席，第六届全国政协委员。